# スペンサー・ワート

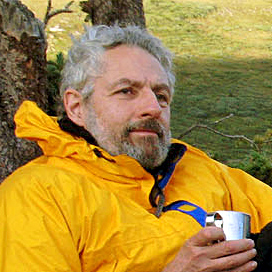
スペンサー・ワート

スペンサー・R・ワート（英: Spencer R. Weart、1942年 - ）は、アメリカ合衆国の科学史家。アメリカ物理学協会 (AIP) の物理学史センター (Center for History of Physics) で1974年から2009年の退官までセンター長を務めた。名前はウィアートとも表記される。

## 略歴
デトロイトに生まれる。コーネル大学に学んだ後、1968年コロラド大学ボルダー校で物理学・天体物理学の博士号を取得した。その後3年にわたり、カリフォルニア工科大学のフェローとしてウィルソン山天文台とパロマ天文台に勤めたが、1971年には科学史の研究に転じ、カリフォルニア大学バークレー校歴史学科で科学史を学んだ。
ジョンズ・ホプキンス大学、プリンストン大学などで科学史を教え、現代科学史を中心とした多くの著書・編書がある。

## 主な著作
『核の恐怖全史』 (Nuclear Fear, 1988; 改定版 The Rise of Nuclear Fear, 2012) は、核戦争の危機に対しアメリカの人々がどのような心理的な恐れのイメージを抱いてきたかを、軍や政府の資料だけでなく、映画・コミックやかつてのベスト・セラーなど多くの資料を元に歴史的に明らかにしていく。
Never at War (1998) では、民主主義制度の中での争いの歴史を分析し、民主制を緻密に分類した後に、民主的な共和国の国家間では戦争が例外なく防止されてきたことを主張する。
『温暖化の〈発見〉とは何か』 (The Discovery of Global Warming, 2003) は、温室効果ガスが地球温暖化の原因であるという説が科学者にいかに受容され、その危機が認識されてきたかを明らかにする。 19世紀、ジョン・ティンダルによる大気の温度についての温室効果の発見に始まり、1950年代の地質学的データ、近年のコンピュータ・シミュレーションなどの多様な研究を介して積み上げられてきた証拠を幅広い歴史的視点から分析している。

## 著書・編書一覧
- Weart, Spencer R. and Gertrud Weiss Szilard (eds.) (1978). Leo Szilard: His Version of the Facts. Cambridge, MA: MIT Press. ISBN 978-0-262-19168-5 (1980) ISBN 978-0-262-69070-6 (pbk).
ウィアート、S・R、G・W・シラード 編『シラードの証言 — 核開発の回想と資料 1930–1945年』伏見康治、伏見諭 訳、みすず書房、1982年。ISBN 978-4-622-02430-9。
- Weart, Spencer R. (1979). Scientists in Power. Cambridge, MA: Harvard University Press. ISBN 978-0-674-79515-0
- Weart, Spencer R. and Melba Phillips (eds.) (1985). History of Physics: Reading From Physics Today. New York: American Institute of Physics. ISBN 978-0-88318-468-4 (pbk.)
Weart, Spencer R. and Melba Phillips 編『歴史をつくった科学者たち』西尾成子、今野宏之 訳、丸善、1989年。 (2分冊)〈1〉ISBN 978-4-621-03379-1,〈2〉ISBN 978-4-621-03384-5.
- Weart, Spencer R. (1988). Nuclear Fear: A History of Images. Cambridge, MA: Harvard University Press. ISBN 978-0-674-62835-9 (1989) ISBN 978-0-674-62836-6 (pbk.)
- Hoddeson, Lillian, Ernest Braun, Jürgen Teichmann, and Spencer Weart (eds.) (1992). Out of the Crystal Maze: Chapters From the History of Solid State Physics. New York: Oxford University Press. ISBN 978-0-19-505329-6
- Weart, Spencer R. (1998). Never at War: Why Democracies Will Not Fight One Another. New Haven, CT: Yale University Press. ISBN 978-0-300-07017-0 (2000) ISBN 978-0-300-08298-2 (pbk.)
- Weart, Spencer R. (2003). The Discovery of Global Warming. Harvard University Press. ISBN 978-0-674-01157-1 (expanded edition, 2008) ISBN 978-0-674-03189-0.
ワート、スペンサー・R『温暖化の〈発見〉とは何か』増田耕一、熊井ひろ美 訳、みすず書房、2005年。ISBN 978-4-622-07134-1。
- Weart, Spencer R. (2012). The Rise of Nuclear Fear. Cambridge, MA: Harvard University Press. ISBN 978-0-674-05233-8 (pbk.)（Nuclear Fear の改訂版）
ワート、スペンサー・R『核の恐怖全史 核イメージは現実政治にいかなる影響を与えたか』山本昭宏 訳、人文書院、2017年。ISBN 9784409241141。